# Rote Maulbeere
Die Rote Maulbeere (Morus rubra) ist ein sommergrüner Laubbaum aus der Gattung der Maulbeeren in der Familie der Maulbeergewächse (Moraceae). Diese Pflanzenart ist im östlichen Nordamerika heimisch.

## Beschreibung

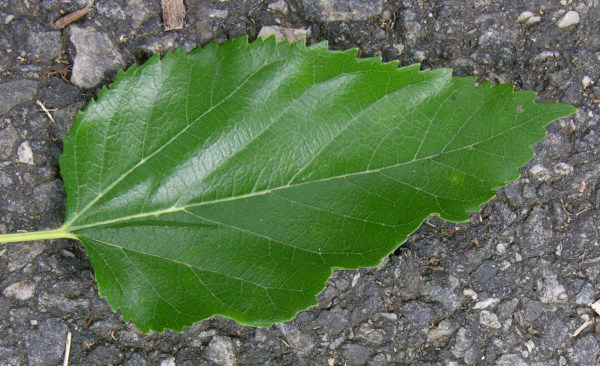
Blattoberseite

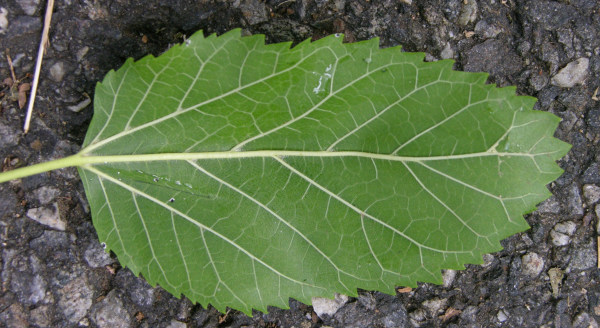
Blattunterseite

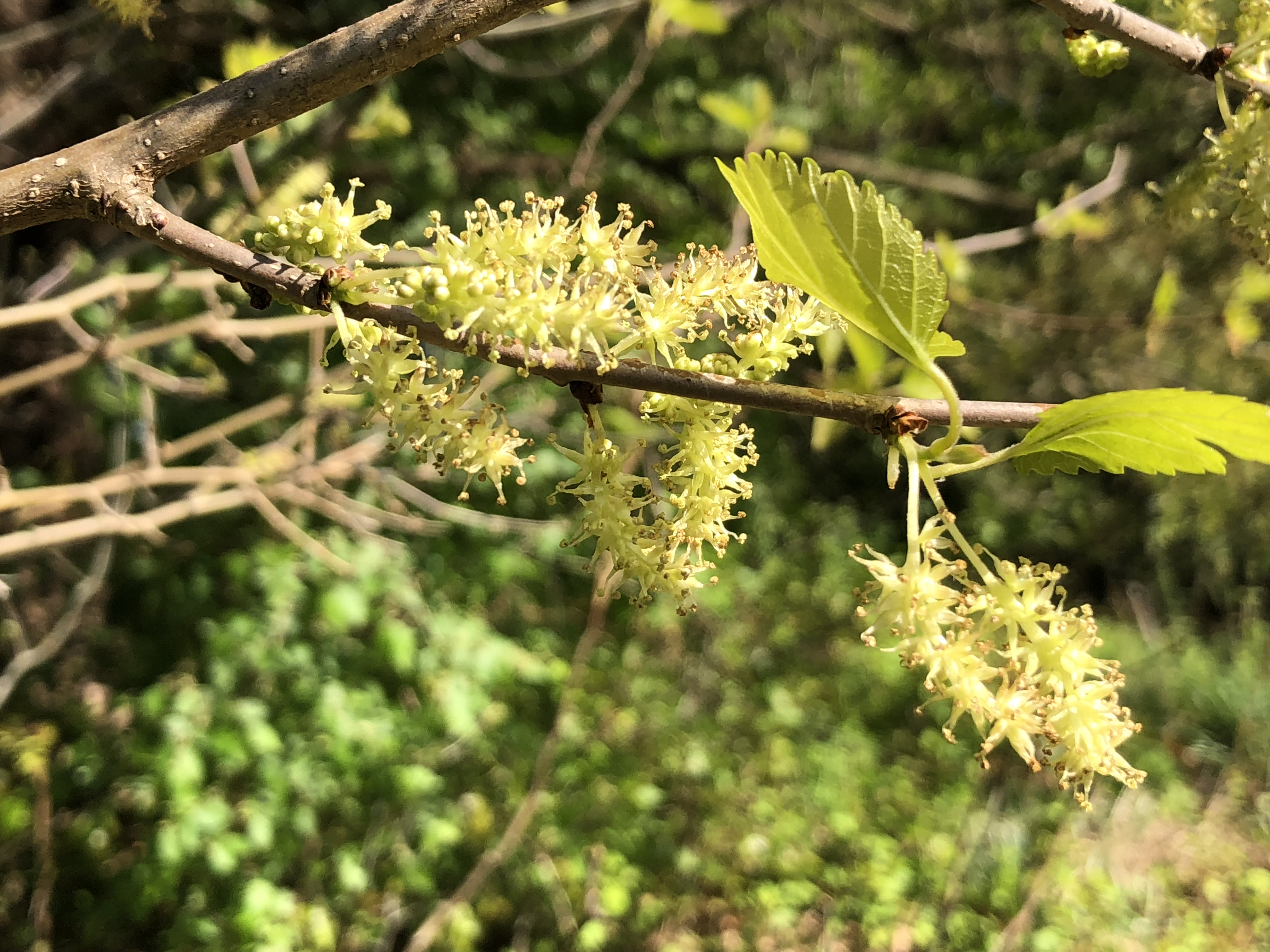
Blütenstand

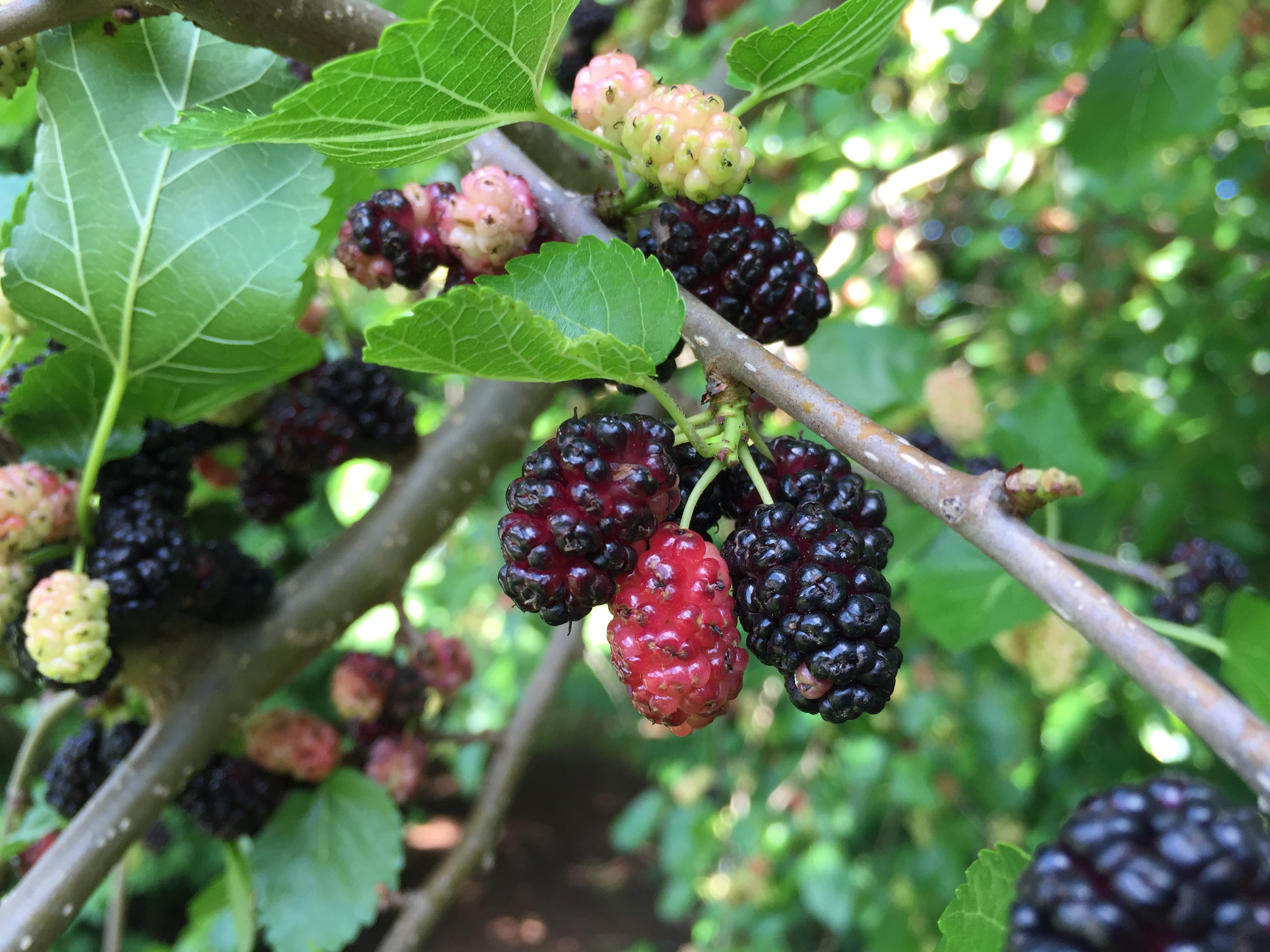
Früchte

Die Rote Maulbeere wächst als sommergrüner Baum und erreicht Wuchshöhen von 10 bis 15 Metern, an bevorzugten Standorten auch bis über 20 Meter. Der Stammdurchmesser erreicht bis über 1,3 Meter. Die graubraune Borke des Stammes ist im Alter furchig. Die wechselständigen Laubblätter erreichen eine Länge von 7 bis 14 cm und eine Breite von 8 bis 12 cm. Nebenblätter sind vorhanden. Die Laubblätter sind in der Form recht variabel; die meisten Blätter sind breit herzförmig bis eiförmig, es gibt aber auch zwei- und dreifach gelappte Blätter. Der Blattrand ist grob gezähnt. Die Herbstfärbung ist gelb.
Die Rote Maulbeere ist zweihäusig getrenntgeschlechtig diözisch, es wachsen jedoch auch monözische Exemplare, die männliche und weibliche Blüten gleichzeitig tragen. Die Blütezeit liegt im April bis Mai. Die Blüten sitzen in hängenden kätzchenförmigen Blütenständen. Die männlichen Blütenstände sind 3 bis 5 cm lang; die weiblichen sind 8 bis 12 mm lang und 5 bis 7 mm breit. Die grünen, kleinen Blüten sind vierzählig. Die männlichen Blüten enthalten vier verwachsene Blütenhüllblätter und vier Staubblätter. Die weiblichen Blüten enthalten vier verwachsene Blütenhüllblätter und einen oberständigen, grünen Fruchtknoten. Die Übertragung des Pollens erfolgt durch den Wind (Anemophilie).
Die zylindrischen Fruchtverbände sind 2 bis 3 cm lang; sie reifen im Sommer und wechseln dabei ihre Farbe von grün über rot nach dunkelviolett. Jedes Einzelfrüchtchen enthält einen Kern, bei dem es sich um die eigentliche Frucht – eine Nuss – handelt. Die Früchte sind wohlschmeckend und essbar.
Die Chromosomenzahl beträgt 2n = 28.

## Verbreitung
Die Rote Maulbeere ist ursprünglich im östlichen Nordamerika beheimatet. Dort erstreckt sich das Verbreitungsgebiet vom südlichen Ontario und Vermont bis nach Florida, im Westen bis zum südöstlichen Süd-Dakota und dem mittleren Texas.
Die Rote Maulbeere bevorzugt Standorte mit feuchten Böden. Sie ist häufig an Flussläufen anzutreffen. Sie kommt in Höhenlagen bis etwa 600 m vor.
In Europa ist die Rote Maulbeere kaum außerhalb der Botanischen Gärten anzutreffen.
Auf dem Balkan und auch Rumänien und Ungarn ist/war die Rote Maulbeere sehr verbreitet bis Mitte der 1980er Jahre. Die Landstraßen waren von Maulbeerbäumen gesäumt. Die Blätter wurden als Futter für die Seidenraupenzucht gepflückt.

## Ökologie
Die Früchte der Roten Maulbeere dienen vor allem Vögeln, aber auch Säugetieren wie Opossums, Waschbären und Hörnchen als Nahrung.
Die Blätter dienen vielen Insekten als Nahrung, darunter Große Obstbaumschildlaus (Parthenolecanium corni), Pseudococcus comstocki und Pulvinaria innumerabilis.

## Krankheiten und Schädlinge
Die Blätter der Roten Maulbeere können von den Pilzarten Mycosphaerella mori und Pseudomonas mori befallen werden.
Ast- und Stammholz wird von Pseudaulacaspis pentagona (Maulbeerschildlaus), Euzophera semifuneralis und Doraschema wildii angegriffen.

## Systematik
Die Erstbeschreibung durch den schwedischen Botaniker Carl von Linné wurde 1753 veröffentlicht. Die Rote Maulbeere hybridisiert in Nordamerika häufig mit der aus Eurasien eingeführten Weißen Maulbeere (Morus alba).

## Nutzung
Die Früchte der Roten Maulbeere werden gegessen oder auch für Marmeladen, Obstkuchen und zur Saftbereitung verwendet. Die Früchte sind sehr süß. Auch der Maulbeerschnaps ist eine Spezialität. Die Früchte können roh gegessen werden oder zum Beispiel dem Joghurt beigefügt werden. Wenn die Früchte als Nahrung verwendet werden sollen, dann werden die reifen Früchte in saubere Tücher abgeschüttelt.
Das Holz kann als Hartholz bezeichnet werden und hat eine schöne goldgelbe Farbe; deshalb ist es auch begehrt zur Fassherstellung. Beim Wein- und Schnapsfass gibt das Holz die goldene Farbe an den Alkohol ab. Wegen der goldgelben Farbe ist das Holz auch bei Möbel- und Kunstschreinern begehrt.